# نیگاتا ترانسیس
نیگاتا ترانسیس (انگلیسی: Niigata Transys) شرکت تجهیزات ترابری ژاپنی است، که در سال ۲۰۰۳ تأسیس شد.